# Chiesa di Santa Maria Assunta in Borgo
La chiesa di Santa Maria Assunta in Borgo è un luogo di culto cattolico di Nembro, in provincia di Bergamo, situato in via Mazzini, nella contrada da cui prende il nome.

## Storia
I restauri dell'edificio eseguiti nel XX secolo, hanno riportato alla luce resti dell'originaria struttura risalente al V o VI secolo. Sono state rilevate sotto il presbiterio tracce di tombe e muri perimetrali confinanti con botteghe e con una strada. Queste sono visibili attraverso un passaggio posto a latere del presbiterio. Le prime documentazioni cartacee risalgono al 1396 in atti conservati presso l'archivio parrocchiale. Nel secolo successivo la chiesa fu ristrutturata con un completo rifacimento terminato nel 1456.
La chiesa era amministrata dalla Scuola di Santa Maria e svolse il servizio di parrocchia durante la costruzione della chiesa di San Martino nel XVIII secolo. I registri della confraternita, conservati presso l'archivio della chiesa, presentano la nota spese relativa alle decorazioni interne dell'abside e dell'aula eseguite nel XVI secolo, con ricevute di pagamenti ad Antonio Marinoni quale autore dell'affrescatura.
Dalla relazione della visita pastorale diocesana di san Carlo Borromeo si evince che l'acquasantiera era esterna all'edificio veniva quindi ordinato di portala all'interno e che la facciata necessitava di manutenzione. L'altare di San Gerolamo era gestito dai disciplini, un affresco presenta a fianco di san Sebastiano anche quella genuflessa di un offerente.
Con la peste del 1630, che colpì gravemente la bergamasca, l'aula fu disinfettata con la copertura a calce delle pareti.

Durante la Repubblica Cisalpina, il luogo di culto fu sconsacrato e solo grazie all'intervento dell'allora arciprete Ronchetti, non diventò proprietà del demanio, ma fu comunque adibito a magazzino e infermeria durante la prima guerra mondiale per i soldati di ritorno dal fronte.

Riprese la sua funzione di edificio religioso dopo la metà del XX secolo, quando l'aula divenne luogo di preparazione alla catechesi e alle feste religiose. Alcuni affreschi, riscoperti dopo la rimozione dell'intonaco dato a fini igienici, furono restaurati seguendo le ricerche di Francesco Rossi e del suo studio.

## Descrizione

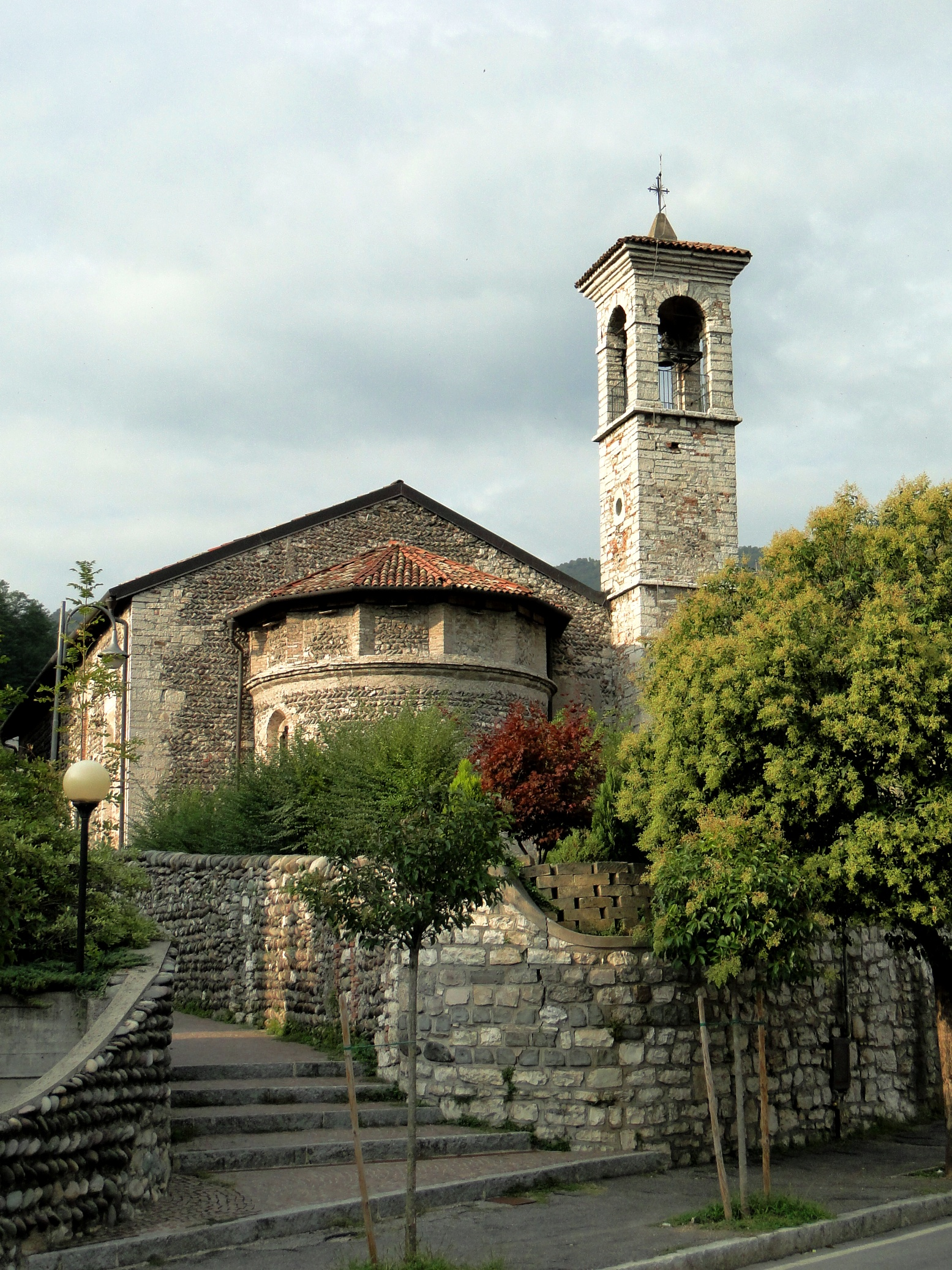
Abside

### Esterno
La chiesa è preceduta da un piccolo sagrato con la pavimentazione in selciato di pietra, attraversato da lastre in arenaria e delimitato da un basso muro che la divide dall'asse stradale. 
La facciata presenta la tipica struttura del XVI secolo, molto semplice con una zoccolatura in pietra, mentre le pareti laterali dell'edificio sono completamente in bugnato di pietra. Il portale centrale alla facciata ha il contorno in pietra bianca a sesto acuto sulla cui sommità è posto il trigramma di san Bernardino da Siena. Due grandi aperture laterali rettangolari, sempre in pietra bianca, portano luce all'interno dell'unica navata. Un rosone è posto sulla parte centrale superiore. La facciata termina con la gronda del tetto a due falde sporgenti precedute da un'affrescatura.
L'abside ha una copertura in tegole che mantiene i pilastrini in mattoni originari del XV secolo, mentre tracce di rifacimenti e di revisioni sono visibili sulle parti laterali dell'edificio.

### Interno
L'interno a un'unica navata è diviso in cinque campate da quattro arconi a sesto acuto. La quarta campata si collega con i due gradoni alla quinta che è il presbiterio. Le pareti laterali e il presbiterio si presentano completamente affrescati, pitture però che nel XVII secolo furono martellinate per consentire alla stabilitura applicata di fare presa, nel tentativo di disinfettare l'ambiente dopo la peste.
Due altari minori sono posti sulla parete del presbiterio che rientra rispetto alla larghezza dell'aula. Questa è a pianta rettangolare, la volta a botte con catino va a raccordo con l'abside, che è semicircolare.

Le pareti dell'aula presentano numerosi affreschi nella parte inferiore, sicuramente ex voto, e sono riconducibili ad Antonio Marinoni, Giacomo Borlone de Buschis e altri artisti ritenuti di scuola clusonese e bergamasca. Erroneamente alcuni furono attribuiti a Maffiolo da Cazzano, ma sembra che questi fosse solo un commerciante e dunque committente dei dipinti. Gli affreschi di scuola lombarda hanno alcune caratteristiche che si avvicinano al rinascimento veneto.
Sull'abside sono posti: la pala d'altare opera di Paolo Zimengoli raffigurante Maria col Bambino e santi; un  Sant'Angelo Carmelitano di autore ignoto ma copia di un lavoro di Gian Paolo Cavagna; un'opera del XVII secolo raffigurante san Carlo Borromeo sempre di autore anonimo. La tradizione vuole che il pulpito ligneo risalirebbe alla prima metà del XV secolo quando san Bernardino da Siena fu presente nella bergamasca e vi abbia predicato.